# Козелок (ушная раковина)
Козелок (лат. tragus, от греческого tragos — коза) — часть уха — небольшой хрящевой выступ на внешнем ухе, в передней части ушной раковины у человека и других млекопитающих. Также выделяется парный ему орган — противокозелок (anti-tragus) расположенный напротив от козелка, через ушной проход, над мочкой уха. 9.
У козелка так же есть микроворсинки, их можно почувствовать потерев с определенного ракурса (в ухе,но не глубоко)

## Назначение
Благодаря своему расположению, козелок играет важную роль при улавливании звуков приходящих сзади, со спины, помогая определить направление, откуда пришел звук, и усиливая наиболее важные частоты за счет дополнительного отражения звука во внутреннее ухо, тем самым повышая его чувствительность. Противокозелок выполняет аналогичную функцию, но для звуков, приходящих спереди.

## У животных
Козелок очень развит у летучих мышей и является ключевой особенностью многих их видов. Он играет важную роль в направлении звуков в ухо для определения местоположения добычи и навигации по эхолокации. Поскольку козелок имеет тенденцию быть заметным у летучих мышей, это важная особенность для их идентификации по видам. Козелок позволяет эхолоцирующим видам летучих мышей различать объекты вокруг них, что является ключом к определению местоположения предметов и препятствий в трехмерном пространстве.
У кошек, напротив, очень развит противокозелок, который имеет у них форму кармана.

## Использование

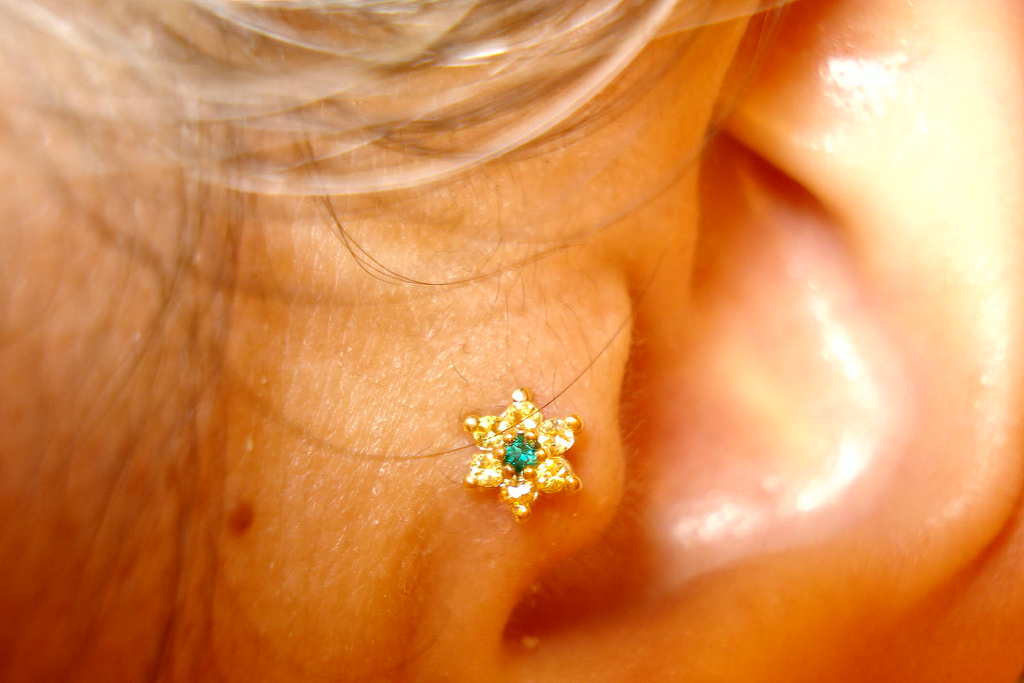
Пирсинг козелка

Козелок является одним из популярных мест для пирсинга.

## В диагностике
Пальпацию козелка используют при диагностике отита, в том числе у маленьких (неговорящих) детей — в случае воспаления внутреннего уха при нажатии на козелок возникает резкая сильная боль, о которой ребёнок сообщает своим криком.
Также надавливание на козелок при наличии перилимфатической фистулы приводит к появлению нистагма и головокружения. Данный признак описывается как фистульный симптом Эннебера.